# TBSレビュー
『TBSレビュー』（TBS Review）は、TBSテレビの関東ローカルにて放送されている自己検証番組・自己批評番組である。「レビュー」の言葉のとおり、TBSテレビの放送・報道・番組のみならず、放送界全体の動向・問題を検証・検討する目的で放送されている。1997年1月25日放送開始。

## 司会
TBSテレビの現職アナウンサーから若干名が、代々担当している。

### 現在
- 伊藤隆佑（2021年9月26日 - ）
- 小林由未子（2025年2月9日 - ）

### 過去
- 秋沢淳子（2016年7月 - 2019年6月）
- 豊田綾乃（2018年4月 - 2023年2月12日）
- 宇内梨沙（同年5月28日 - 2025年1月26日）※2022年7月24日・8月28日放送分でも担当。2025年3月12日付けでTBSテレビを退職

## 放送時間
2018年4月より、第2・第4日曜5:40から6:00の20分間の放送である。同年3月までは、毎月最終日曜早朝5:30 - 6:00（JST）の30分の放送枠で放送されていた。ただし、12月は放送時間を拡大し、年末の早朝に変則放送する。また、ジャニー喜多川性加害問題を放送した2023年11月26日放送回では、その特別調査報告の放送枠を5:25から6:00の35分間に拡大した。

## 番組内容
番組はメインとなる特集、BPO関連のお知らせCMを挟んで、BPO関連の告知事項、TBSからの告知事項、TBS放送番組審議会の審議報告、TBSへの意見要望の募集、次回の放送日告知の順に進行する。
メインとなる特集では、TBSの放送・報道・番組、放送界の動向から1つのテーマに絞り、VTRを交えながら、TBSグループの社員、有識者らによる検証・討論が展開される。
TBS放送番組審議会の審議報告は、主な意見について、司会者（主にTBSアナウンサー等）が代読する報告形式を取っている。
BPO関連のお知らせCM等を除き、一般的なCMは放送されない。

## 放送に至る経緯
1996年夏に開かれたTBS放送番組審議会での提言と、坂本弁護士一家殺害事件・TBSビデオ問題をきっかけに設置された「放送のこれからを考える会」での提言を受け、1997年1月25日に番組がスタートした。これは同ビデオ問題に関する改善措置でもある。